# Daniel Kondratowicz

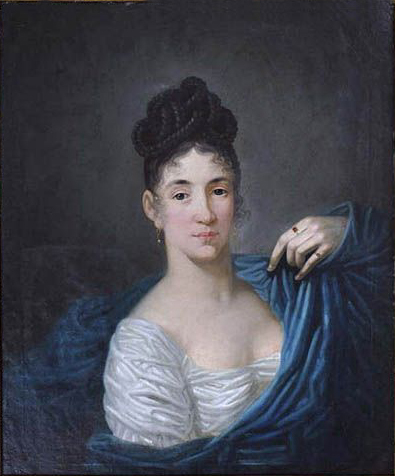
Portret Józefy z Kierskich Moraczewskiej 1816

Daniel Kondratowicz (ur. 1765 na Żmudzi, zm. 4 września 1844 w Warszawie) – polski malarz-portrecista. 

## Życiorys
Kształcił się w pracowni Franciszka Smuglewicza w Warszawie. Przebywał w Wielkopolsce (m.in. w Poznaniu) do 1817, kiedy to przeprowadził się na stałe do Warszawy. 
Zajmował się malarstwem portretowym, historycznym i rodzajowym, a także uczył malarstwa i rysunku. W latach 1824–1825 sprawował obowiązki dyrektora galerii obrazów Józefa Ossolińskiego.
Uczestniczył w wystawach malarstwa w Warszawie w latach 1819, 1821 i 1823.
Był ojcem Józefa, malarza i litografa (ur. 20 lipca 1808, zm. ok. 1860) oraz Franciszka - urzędnika i litografa

## Dzieła

### Portrety
- Portret konny Tadeusza Kościuszki
- Portret Alojzego Felińskiego
- Portret Henryka Odrowąża-Pieniążka
- Portret Józefy z Kierskich Moraczewskiej
- Portret Zofii Brzezickiej
  - Sceny mitologiczne
- Śmierć Wirginii
- Herkules i Hydra
  - Sceny historyczne
- Chrzest Mieczysława I
- Książę Józef zwiedzający groby królewskie na Wawelu